# Samal (Bataan)
Samal is een gemeente in de Filipijnse provincie Bataan op het eiland Luzon. Bij de laatste census in 2007 had de gemeente bijna 34 duizend inwoners.

## Geografie

### Bestuurlijke indeling
Samal is onderverdeeld in de volgende 14 barangays:
| - East Calaguiman - East Daang Bago - Ibaba - Imelda - Gugo - Lalawigan - Palili | - San Juan - San Roque - Santa Lucia - Sapa - Tabing Ilog - West Calaguiman - West Daang Bago |

## Demografie
Samal had bij de census van 2007 een inwoneraantal van 33.867 mensen. Dit zijn 6.457 mensen (23,6%) meer dan bij de vorige census van 2000. De gemiddelde jaarlijkse groei komt daarmee uit op 2,96%, hetgeen hoger is dan het landelijk jaarlijks gemiddelde over deze periode (2,04%). Vergeleken met de census van 1995 is het aantal mensen met 9.307 (37,9%) toegenomen.

De bevolkingsdichtheid van Samal was ten tijde van de laatste census, met 33.867 inwoners op 56,3 km², 436,2 mensen per km².